# 周天 (1964年)
周天（1964年6月—），男，浙江杭州人，中华人民共和国政治人物。2023年开始担任国家消防救援局副局长， 2024年4月任应急管理部副部长，国家消防救援局局长。

## 生平
1985年7月毕业于浙江大学液压传动及控制专业后分配入伍，历任浙江省消防总队质检站站长、技术处处长、防火监督部副部长、绍兴支队支队长，海南省公安消防总队防火监督部部长，广西壮族自治区公安消防总队副总队长，河北省公安消防总队总队长，天津市公安消防总队总队长。
2018年11月获授助理总监消防救援衔。2019年任应急管理部消防救援局总工程师。2023年4月任国家消防救援局副局长。2024年3月，出任中华人民共和国应急管理部副部长。